# Micrurus multifasciatus
Espèce
Synonymes
- Elaps multifasciatus Jan, 1858
- Elaps hertwigi Werner, 1897

Statut de conservation UICN

 LC  : Préoccupation mineure
Micrurus multifasciatus est une espèce de serpents de la famille des Elapidae. 

## Répartition
Cette espèce se rencontre au Nicaragua, au Costa Rica, au Panamá et en Colombie.

## Description
C'est un serpent venimeux.

## Liste des sous-espèces
Selon The Reptile Database (18 février 2014) :
- Micrurus multifasciatus multifasciatus (Jan, 1858)
- Micrurus multifasciatus hertwigi (Werner, 1897)

## Publications originales
- Jan, 1858 : Plan d'une iconographie descriptive des ophidiens et description sommaire de nouvelles espèces de serpents. Revue et Magasin de Zoologie Pure et Appliquée, Paris, sér. 2, vol. 10, p. 438-449 & 514-527 (texte intégral).
- Werner, 1897 "1896" : Beitäge zur Kenntnis der Reptilien und Batrachier von Centralamerika und Chile, sowie einiger seltenerer Schlangenarten. Verhandlungen der kaiserlich-königlichen zoologischen Gesellschaft in Wien, vol. 46, p. 344-365 (texte intégral).